# Канли-Туркеєвська сільська рада
Канли́-Турке́євська сільська рада (рос. Канлы-Туркеевский сельский совет) — муніципальне утворення у складі Буздяцького району Башкортостану, Росія. Адміністративний центр — село Канли-Туркеєво.

## Населення
Населення — 1140 осіб (2019, 1410 у 2010, 1242 у 2002).

## Склад
До складу поселення входять такі населені пункти:
| Населений пункт          | Населення, осіб (2002) | Населення, осіб (2010) |
| ------------------------ | ---------------------- | ---------------------- |
| Анновка, присілок        | 24                     | 19                     |
| Канли-Туркеєво, село     | 724                    | 878                    |
| Каранай, присілок        | 30                     | 14                     |
| Клятаяк, присілок        | 64                     | 57                     |
| Кузьминка, присілок      | 73                     | 44                     |
| Талликулево, присілок    | 275                    | 354                    |
| Телякей-Кубово, присілок | 52                     | 44                     |